# Grüner Kapitalismus
Der Begriff Grüner Kapitalismus ist ein an die Green Economy angelehnter Begriff, der 2009 von Stephan Kaufmann und Tadzio Müller in die deutschsprachige Diskussion eingeführt wurde und dann in die kritische Gegenwartsanalyse aufgenommen wurde. Insbesondere wird mit dem Begriff Grüner Kapitalismus eine Ökologisierung der Wirtschaft und eine Abkehr von der sogenannten imperialen Lebensweise in den reichen Industriestaaten gemeint.

## Begriff
Mit dem Begriff des Grünen Kapitalismus wird die weitverbreitete Auffassung kritisiert, der zufolge die Problematik der Umweltzerstörung dadurch gelöst werden könne, dass die sozial-ökologischen Kosten im derzeitigen marktwirtschaftlichen Wirtschaftssystem internalisiert und auf diese Weise das Marktversagen korrigiert werden könnten. Dabei geht es darum, die Leistungen der Natur in monetäre Größen auszudrücken, um Anreize für umweltfreundlichere wirtschaftliche Aktivitäten zu schaffen. Auf diese Weise soll erreicht werden, dass der Wohlstand in einer Welt mit endlichen Ressourcen und einer wachsenden Bevölkerungszahl bewahrt werden kann. Zugleich soll mit einer Steigerung der Ressourcenproduktivität das Wirtschaftswachstum möglichst weitgehend vom Ressourcenverbrauch entkoppelt werden. Kritisch wird auch gesehen, dass den derzeitigen politischen und wirtschaftlichen Kräften die Lösungskompetenz der ökologischen Krise zugeschrieben wird und die kapitalistische Wachstumslogik bestehen bleibe.

## Kritik
Die Politikwissenschaftler Ulrich Brand und Markus Wissen kritisieren am Konzept des Grünen Kapitalismus, dass dieser Ansatz übersieht, dass die kapitalistische Produktionsweise vor allem darauf basiert, dass im sogenannten Globalen Süden „die Rechte der Menschen (häufig KleinbäuerInnen und indigene Gemeinschaften), die in den entsprechenden Territorien leben, systematisch missachtet werden“. Auch sei, so Brand und Wissen, die Vorstellung, dass man Wachstum und Ressourcenverbrauch entkoppeln könne, eine Illusion. Sie verweisen darauf, dass „die Extraktion von Öl und Gas mittels Fracking, die Ölgewinnung aus Teersanden sowie die Exploration und Nutzung von Tiefseevorkommen fossiler Energieträger derzeit einen Boom erleben“.